# Хатина дядька Тома (фільм, 1914)
Хатина дядька Тома (англ. Uncle Tom's Cabin) — американська драма режисера Вільяма Роберта Дейлі 1914 року. Він був заснований на театральній адаптації драматурга Джорджа Л. Ейкена роману Гаррієт Бічер-Стоу 1852 року «Хатина дядька Тома».

## У ролях
- Сем Лукас — дядько Том
- Волтер Хічкок — Джордж Шелбі
- Хетті Деларо — місіс Шелбі
- Майстер Абернаті — Джордж Шелбі-молодший
- Тереза Микелена — Еліза
- Ірвінг Каммінгс — Джордж Харріс
- Пол Скардон — Хейлі
- Марі Елайн — маленька Єва Сент-Клер
- Гарфілд Томпсон — Сент-Клер
- Рой Епплгейт — Саймон Легрі
- Бутс Волл — Топсі
- Ірвін Віллат — Джордж Шелбі-молодший, як дорослий